# پژو آرسی
پژو آرسی خودرویی مفهومی که توسط خودروساز فرانسوی پژو ساخته شده و در نمایشگاه اتومبیل ژنو ۲۰۰۲ معرفی شده‌است.

## مشخصات فنی
این خودرو یک خودروی مفهومی است که توسط پژو معرفی شده‌است. این خودرو به یک موتور ۲٫۲ لیتری مجهز است. جعبه دنده این خودرو ۶ سرعته دستی است. صفر تا صد این خودرو ۶ ثانیه است.

## هیبریدی

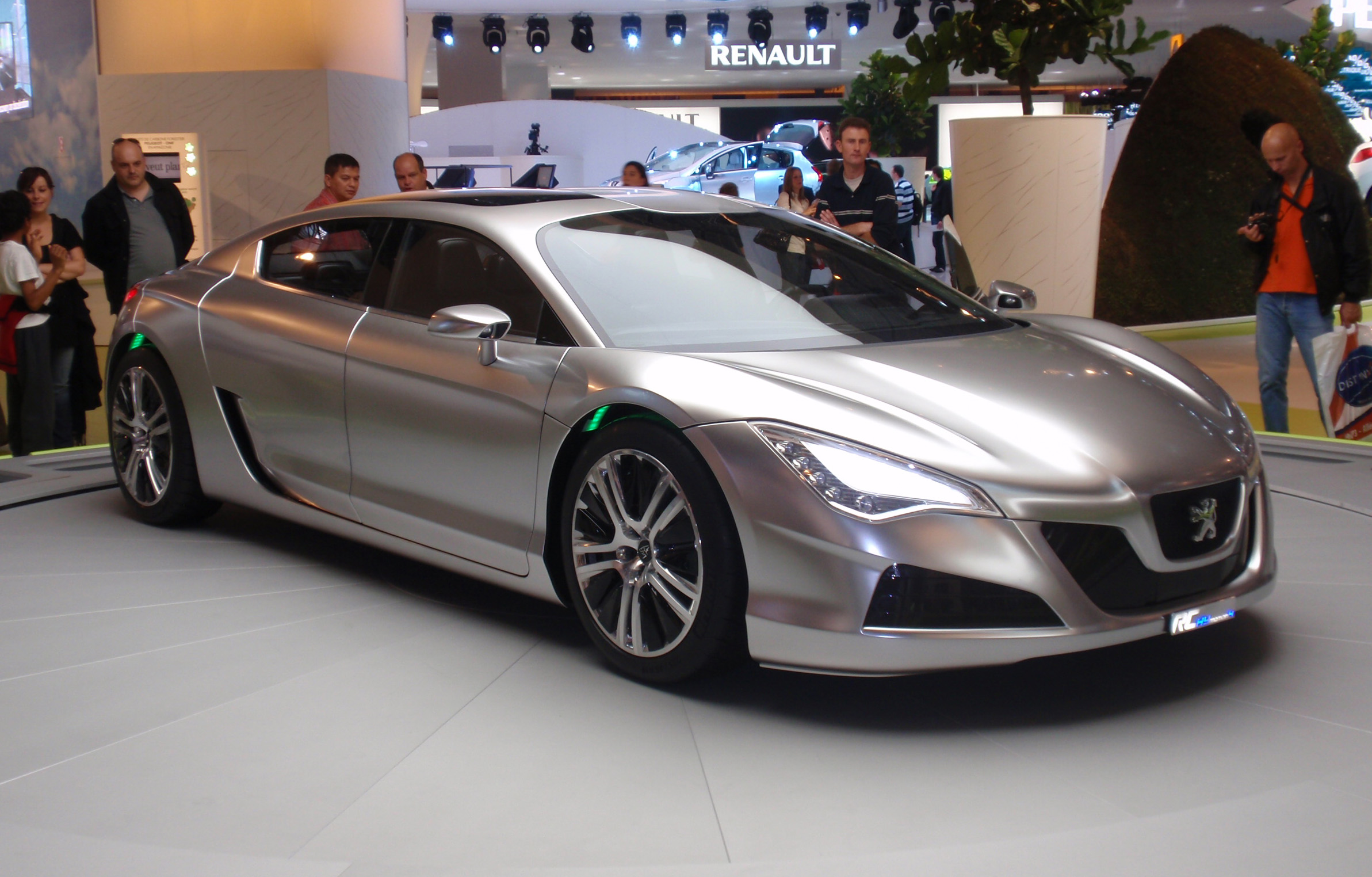
پژو RC HYmotion4 در نمایشگاه اتومبیل پاریس ۲۰۰۸

نسخه هیبریدی پژو آرسی در نمایشگاه اتومبیل پاریس معرفی شد.